# Leitstrahllenkung
Die Leitstrahllenkung (engl. beam riding) ist ein Verfahren zur Steuerung von militärischen Lenkflugkörpern mit Hilfe eines Leitstrahls, der vom Abschussort aus auf das Ziel gerichtet wird. Dabei können sowohl radarbasierte Leitstrahlen als auch Laserstrahlen verwendet werden.
Da der Flugkörper während des gesamten Fluges auf dem Leitstrahl „entlangreitet“, ist die Zielbeleuchtung z. B. durch einen vorgeschobenen Beobachter nicht nötig. Zwischen dem Abschussort und der Stelle, an der der Gefechtskopf gezündet wird, darf kein Hindernis sein. Daher eignet sich das Verfahren vorrangig zur Bekämpfung von Zielen in geringer bis mittlerer Entfernung. Bei entsprechend ausgestatteten Flugkörpern ist es jedoch möglich, einige Zeit nach dem Start auf andere Lenkverfahren wie beispielsweise die halbaktive Zielsuchlenkung umzuschalten. Dieses Verfahren wurde beispielsweise bei der RIM-8 Talos angewandt.
Ein Vorteil der Leitstrahllenkung gegenüber der Zielbeleuchtung oder der Verwendung von aktiver oder halbaktiver Zielsuchlenkung liegt darin, dass beam riders nicht auf Strahlung angewiesen sind, die vom Ziel reflektiert wird, und daher das Ziel nicht direkt anfliegen müssen. Es kann also auch mit Vorhalt geschossen oder es können Ziele bekämpft werden, die sich hinter einer Deckung befinden.

## Radarbasierte Leitstrahllenkung

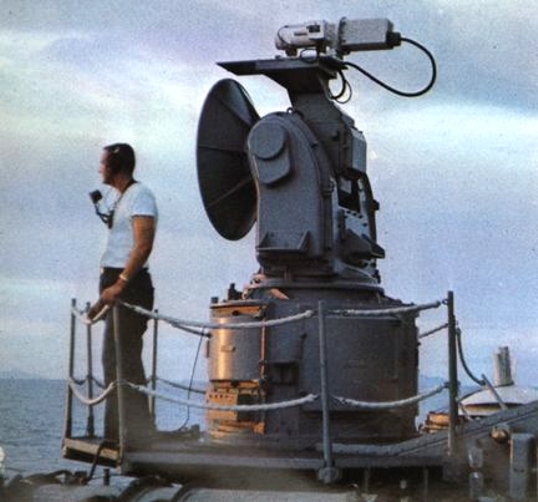
Leitstrahlradar für RIM-8 Talos-Flugabwehrraketen

Die radarbasierte Leitstrahllenkung wurde vor allem bei frühen Flugabwehrraketen verwendet. Dabei formte das Radar eine enge Hauptkeule, die möglichst präzise auf das Ziel ausgerichtet wurde. Der Flugkörper flog nun an diesem Leitstrahl entlang. Durch Sensoren, die am Heck oder an den Spitzen des Leitwerks angebracht waren, konnte die Rakete feststellen, ob sie sich noch innerhalb der Radarkeule befand oder im Begriff war, diese zu verlassen. Wenn sie die Keule verließ, so leitete sie entsprechende Kurskorrekturen ein. Das Flugprofil ähnelte somit einer Schlangenlinie, deren Ausschläge mit der Zeit immer weiter zunahmen, da die Radarkeule mit zunehmender Entfernung immer breiter wurde. Dadurch wurde die Steuerung mit zunehmender Distanz immer ungenauer. Damit die Rakete die Lage innerhalb der Radarkeule herausfinden konnte, wies das Radarsignal in den vier Kreissektoren unterschiedliche Pulsraten auf.
Ein Vorteil dieses Lenksystems war, dass ein feindliches Störgerät nicht nur die Elektronik in der Rakete selbst, sondern das relativ starke Feuerleitradar stören musste.
Zu den Systemen, die Radar-Leitstrahlen verwendeten, gehörten beispielsweise die frühen Versionen der RIM-2 Terrier oder die sowjetische Luft-Luft-Rakete Kaliningrad K-5.
Heutzutage spielt dieses Verfahren kaum mehr eine Rolle und wurde praktisch vollständig durch andere Verfahren abgelöst, wie etwa durch die aktive bzw. halbaktive Zielsuchlenkung oder durch Raketen mit Infrarot-Suchkopf.

## Laserbasierte Leitstrahllenkung

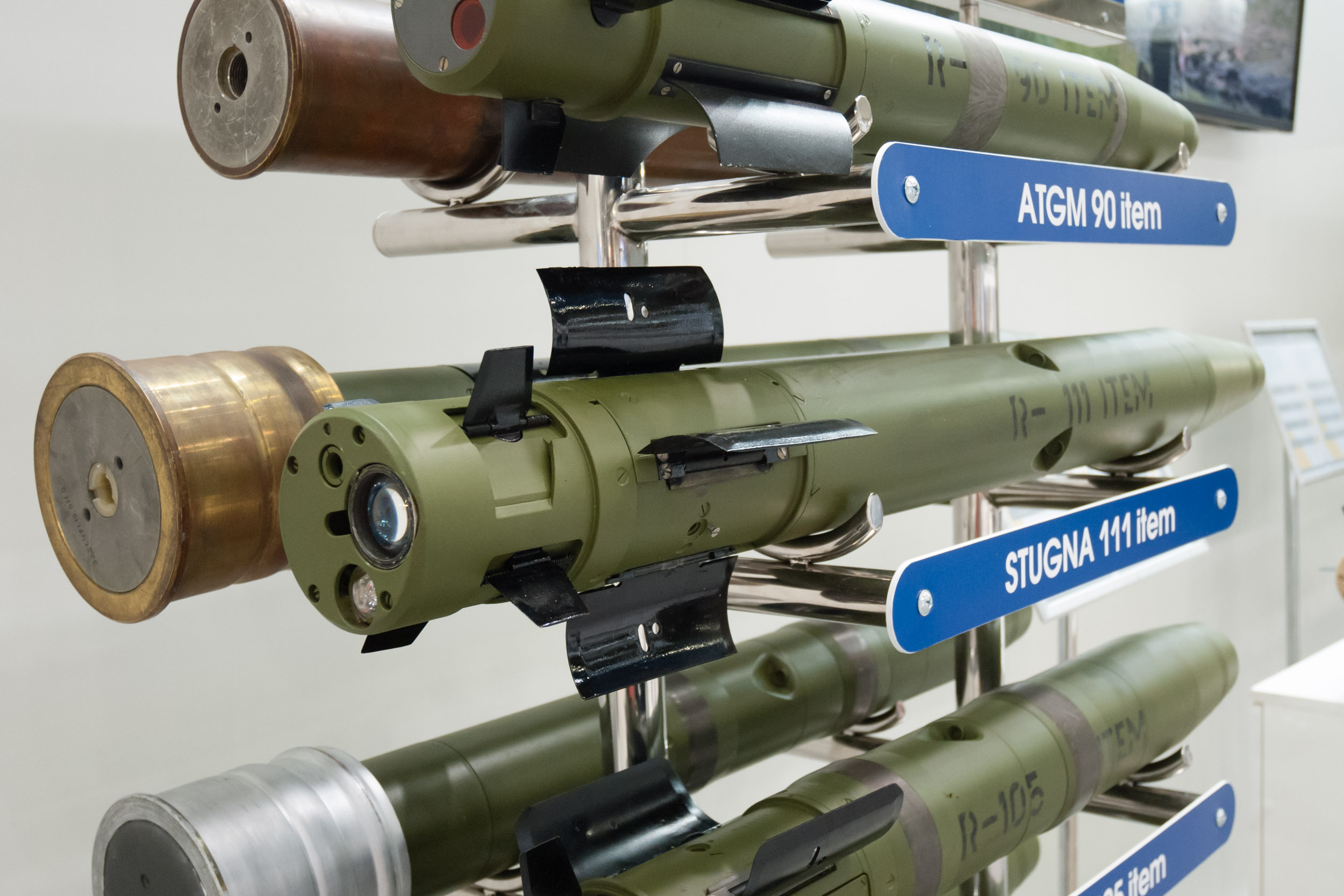
Laserempfänger am Heck einer R-111 STUGNA

Mit der Verfügbarkeit von Laser ab den 1980ern bzw. 1990ern erlebte die Leitstrahllenkung eine Renaissance. Gegenüber der radarbasierten Leitstrahllenkung hat die Verwendung eines Lasers den Vorteil, dass der Laserstrahl sehr schmal ist und auch in größerer Entfernung seine Form weitgehend beibehält, während die Breite eines Radar-Leitstrahls nicht nur von Anfang an größer ist, sondern mit zunehmender Entfernung keulenförmig noch weiter zunimmt. Dadurch ist die Zielgenauigkeit bei der Verwendung eines Lasers wesentlich höher. Wie bei Radar, wird auch beim Laser die Strahlkeule encodiert, so dass der Flugkörper die Position innerhalb des Strahls feststellen kann.
Da der im Heck des Flugkörpers befindliche Laserempfänger direkt angestrahlt wird und nicht wie bei der Laserzielbeleuchtung die vom Ziel reflektierte und gestreute Strahlung detektieren muss, genügt ein wesentlich unempfindlicherer Detektor bzw. ein schwächerer Laserstrahl. Letzteres führt dazu, dass der Strahl von einem Laserwarnsystem, mit dem das Ziel möglicherweise ausgestattet ist, nur schwer entdeckt werden kann.  Verwendet wurden zunächst Laserdiode später Kohlendioxidlaser. Die längere Wellenlänge der Kohlendioxidlaser macht sie unempfindlicher gegen atmosphärische Einflüsse, außerdem sind Kohlendioxidlaser leistungsstärker.
Laserbasierte Leitstrahlen können nicht nur zur Steuerung von Flugabwehrraketen, sondern auch von Panzerabwehrlenkwaffen eingesetzt werden. Beispiele für Flugkörpersysteme mit laserbasierter Leitstrahllenkung sind ADATS aus der Schweiz, die schwedische RBS 70 oder die sowjetischen bzw. russischen Modelle 9K116 Kastet, 9K119 Refleks und 9K121 Wichr.